# رالف أبرناثي
رالف ديفيد أبرناثي (بالإنجليزية: Ralph Abernathy)‏ (11 مارس 1926 - 17 أبريل 1990) كان ناشطا أمريكيا في مجال الحقوق المدنية ووزير مسيحي. كان رالف زعيم لحركة الحقوق المدنية اللاعنفية، كان صديقًا مقربًا ومرشدًا لمارتن لوثر كينغ. تعاون مع مارتن لإنشاء جمعية تطوير مونتغمري التي أدت إلى مقاطعة حافلات مونتغومري. شارك في تأسيس مؤتمر القيادة المسيحية الجنوبية وأصبح عضو مجلس إدارتها. أصبح رئيسًا لقيادة مؤتمر القيادة المسيحية الجنوبية عقب اغتيال مارتن لوثر عام 1968، حيث قاد حملة الشعب الفقير في واشنطن العاصمة، شملت الحملة مسيرات ومظاهرات للأمريكيين المحرومين من حقوقهم. كما شغل منصب عضو في اللجنة الاستشارية في المؤتمر المعني بالمساواة العرقية.
في عام 1971 خاطب أبرناثي الأمم المتحدة حول السلام العالمي. كما ساعد في التوسط في صفقة بين مكتب التحقيقات الفيدرالي والمتظاهرين الهنود خلال حادث جرح الركبة في عام 1973. تقاعد من منصبه كرئيس للجنة القيادة المسيحية في عام 1977 وأصبح رئيسًا فخريًا. في تلك السنة فشل في الترشح لمجلس النواب الأمريكي في الدائرة الخامسة في جورجيا. وفي وقت لاحق أسس مؤسسة تطوير المؤسسات الاقتصادية، وشهد أمام الكونغرس الأمريكي تأييدًا لتوسيع قانون حقوق التصويت عام 1982.
في عام 1989 ألف أبيرناثي كتابه وتعود الجدران إلى أسفل، وهي سيرة ذاتية مثيرة للجدل حول تاريخه مع كينغ في حركة الحقوق المدنية. سخر من الكشف في كتابه عن خيانة مارتن لوثر كينج المزعومة. أصبح أبيرناثي في النهاية أقل نشاطًا في السياسة وعاد إلى عمله كوزير. توفي بمرض القلب في 17 أبريل 1990. وقد تم نقش كلمة «حاولت» على قبره.

## النشأة
أبرناثي هو الابن العاشر من أصل 12 طفل من الأبوين وليام ولويفري أبرناثي، ولد في 11 مارس 1926، في مزرعة الأسرة ذات المساحة 500 فدان (200 هكتار) في ليندن ولاية ألاباما. كان والد أبرناثي أول أمريكي من أصل أفريقي يصوت في مقاطعة مارينغو بولاية ألاباما، وكان أول من خدم في هيئة المحلفين الكبرى هناك. درس أبرناثي في أكاديمية ليندن وهي مدرسة معمدة، قاد أبرناثي مظاهراته الأولى لتحسين سبل عيش زملائه الطلاب.
خلال الحرب العالمية الثانية جُند في جيش الولايات المتحدة، وترقى إلى رتبة رقيب بلاتون قبل أن يتم تسريحه. بعد ذلك التحق بجامعة ولاية ألاباما بفضل منحة من جي. أي. بيل والذي حصل عليه بفضل خدمته في الجيش الأمريكي. كطالب في السنة الثانية تم انتخابه رئيسًا لمجلس الطلاب، وقاد إضرابًا ناجحًا عن الطعام لرفع جودة الطعام المقدم في الحرم الجامعي. بينما كان لا يزال طالبًا جامعيًا أعلن أبرناثي عن طموحه في للتعميد الذي كان يتخيلها منذ أن كان صبيًا صغيرًا ومنذ نشأته في أسرة معمدانية متدينة. رُسِمَ معمدًا في عام 1948، حيث وعظ أول عظة له في عيد الأم (تكريماً لوالدته المتوفاة حديثًا آنذاك). في عام 1950 تخرج وحصل على درجة البكالوريوس في الرياضيات. خلال هذا الصيف استضاف برنامجًا إذاعيًا وأصبح أول رجل أسود في راديو مونتغمري بولاية ألاباما. في الخريف تابع دراسته في جامعة أتلانتا، وحصل على درجة الماجستير في علم الاجتماع مع مرتبة الشرف العليا في عام 1951.
بدأ مسيرته المهنية في عام 1951 عندما تم تعيينه عميدًا للرجال في جامعة ولاية ألاباما. في وقت لاحق من ذلك العام أصبح الراعي الأقدم للكنيسة المعمدانية الأولى أكبر كنيسة للسود في مونتغومري، حيث خدم لمدة عشر سنوات.
تزوج من خوانيتا أوديسا جونز من يونيون تاون ألاباما في 31 أغسطس 1952، وأصبح لديهم خمسة أطفال، الطفل الأول رالف أبيرناثي الابن وتوفي فجأة في 18 أغسطس 1953، بعد أقل من يومين من ولادته في 16 أغسطس، في حين عاش أطفاله الآخرين إلى مرحلة البلوغ. في عام 1954 ، التقى أبرناثي بالدكتور مارتن لوثر كينغ الابن، الذي كان في ذلك الوقت مجرد راعٍ في كنيسة قريبة. وأصبح الرجلين منذ تلك اللحظة أصدقاء مقربين.

## وفاته
توفي أبرناثي في مستشفى إيموري كروفورد لونج ميموريال في صباح 17 أبريل 1990، جراء جلطات أثرت في قلبه ورئتيه، وذلك بعد خمسة أسابيع من عيد ميلاده الرابع والستين. بعد وفاته أصدر جورج بوش الأب رئيس الولايات المتحدة آنذاك البيان التالي:
| رالف أبرناثي | باربرا وأنا نشترك مع جميع الأميركيين في الحداد على وفاة القس رالف أبرناثي، القائد العظيم في النضال من أجل الحقوق المدنية لجميع الأمريكيين، والناشط الدؤوب من أجل العدالة | رالف أبرناثي |

.
دفن في مقبرة لينكولن في أتلانتا جورجيا. وصى أبيرناثي أن ينقش على قبره عبارة: «لقد حاولت».

## التكريم
خلال حياته تم تكريم أبيرناثي بأكثر من 300 جائزة، شمل ذلك خمس شهادات دكتوراه فخرية. حصل على دكتوراه في اللاهوت من كلية مورهاوس، ودكتوراه في اللاهوت من كلية كالامازو في ميشيغان، ودكتوراه في القانون من جامعة ألين في كارولينا الجنوبية، ودكتوراه في القانون من جامعة لونغ آيلاند في نيويورك، ودكتوراه في القانون في ألاباما من قبل جامعة الولاية.
- قاعة رالف دي. أبرناثي في قاعة ولاية ألاباما، مع تمثال نصفي لرأسه في منطقة البهو.[20]
- الطريق السريع 20 سمي طريق رالف ديفيد أبيرناثي السريع.

### في الثقافة الشعبية
- أبرناثي لعب دوره إيرني لي بانكس في عام 1978 في فيلم الملك.
- أبرناثي لعب دوره كولمان دومينغو في فيلم سيلما عام 2014، وهو فيلم عن مسيرات سيلما إلى مونتغمري، ومارتن لوثر كينغ، ومؤتمر القيادة المسيحية الجنوبية.
- أبرناثي لعب دوره دورن نوروود في فيلم كل الطرق عام 2016.

## روابط خارجية
- رالف أبرناثي على موقع IMDb (الإنجليزية)
- رالف أبرناثي على موقع الموسوعة البريطانية (الإنجليزية)
- رالف أبرناثي على موقع مونزينجر (الألمانية)
- رالف أبرناثي على موقع إن إن دي بي (الإنجليزية)
- رالف أبرناثي على موقع قاعدة بيانات الفيلم (الإنجليزية)